# Berdik
Berdik là một đô thị thuộc tỉnh Ararat, Armenia. Dân số ước tính năm 2011 là 1016 người.